# Effet pare-brise

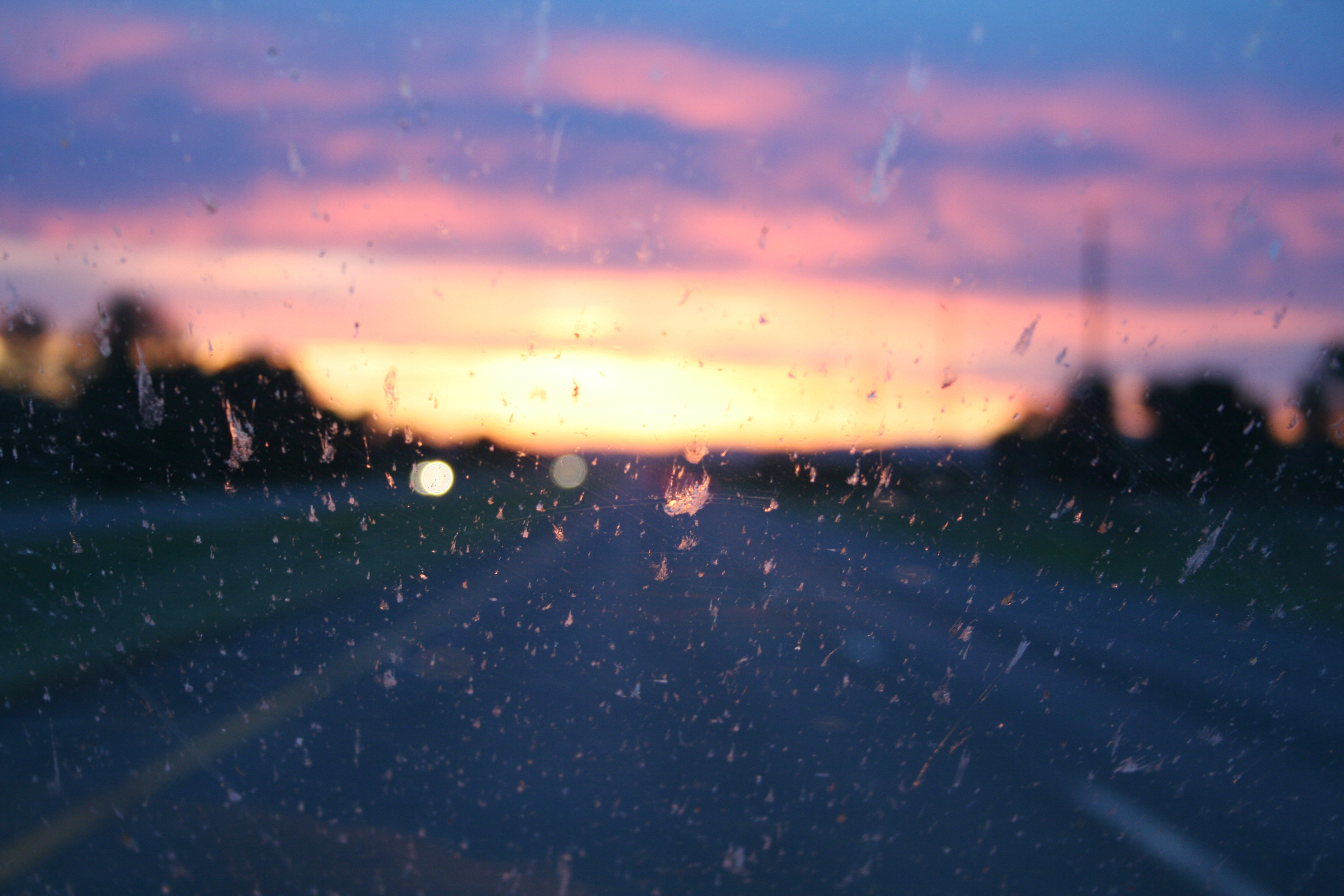
Insectes écrasés sur un pare-brise au coucher du soleil

L'effet pare-brise (ou syndrome du pare-brise) est un phénomène d'origine récente d'après lequel on constate une baisse de la quantité d'insectes s'abattant sur les vitres des véhicules durant leurs trajets. Il a été attribué à un déclin mondial des populations d'insectes causé par l'activité humaine.

## Contexte
Dès les années 2000, il est devenu courant chez les conducteurs d'observer que les pare-brises, après un long trajet, ne nécessitaient plus d'être nettoyés d'une myriade d'insectes,,. En 2016, le naturaliste canadien John Acorn nota que le phénomène avait été repris sous forme de mème, se demandant s'il était « raisonnable de supposer que l'observation des pare-brises puisse indiquer quelque chose au sujet du nombre total d'insectes vivants », il constata, qui plus est, que « les humains sont notoirement mauvais pour ce qui est de détecter des tendances ». L'effet pare-brise s'est trouvé au centre de débats en 2017 après que d'importantes publications et médias ont couvert le sujet de la réduction des populations d'insectes au cours des dernières décennies. Plusieurs entomologistes ont déclaré, à ce sujet, avoir remarqué qu'ils n'avaient plus à nettoyer aussi fréquemment leurs pare-brises,,.

## Études

### Danemark
Une étude réalisée sur 20 ans a mesuré le nombre d'insectes écrasés sur les pare-brises de voitures sur deux tronçons de route au Danemark de 1997 à 2017. Ajustée aux variables telles que l'heure, la date, la température et la vitesse du vent, les résultats montrent une baisse de 80% du nombre d'insectes relevés. Une étude parallèle utilisant des filets de balayage et des plaques collantes dans la même zone s'est révélée en corrélation positive avec la réduction du nombre d'insectes tués sur les pare-brises de voitures.

### Royaume-Uni
En 2004, la Royal Society for the Protection of Birds (RSPB, en français la Société royale pour la protection des oiseaux) a demandé à 40 000 automobilistes au Royaume-Uni de fixer un film collant en PVC sur leur plaque d'immatriculation. En moyenne, un insecte entrait en collision avec la plaque tous les 5 milles (8 km),,,,. Aucune donnée historique n'était toutefois disponible à titre de comparaison au Royaume-Uni. Une étude de suivi réalisée par Kent Wildlife Trust en 2019 a fait appel à la même méthodologie que l'enquête de la RSPB et a donné lieu à 50% d'impact en moins. La recherche a également révélé que les voitures modernes, avec la forme plus aérodynamique de leur carrosserie, tuaient plus d'insectes que les voitures de collection plus anciennes de 70 ans au plus.